# Міхал Горачек
Міхал Горачек (чеськ. Michal Horáček; нар. 23 липня 1952, Прага) — чеський підприємець, письменник і композитор. Кандидат на посаду президента Чехії у 2018 р

## Життєпис
З 1986 р. працював редактором. У 1989 р. Горачек з Міхаелем Кочабом став засновником громадської ініціативи MOST. У 1990 р. заснував компанію Fortuna. Після Оксамитової революції вивчав соціальну антропологію в Карловому університеті, у 2011 р. отримав ступінь доктора філософії.